# Danny Guthrie

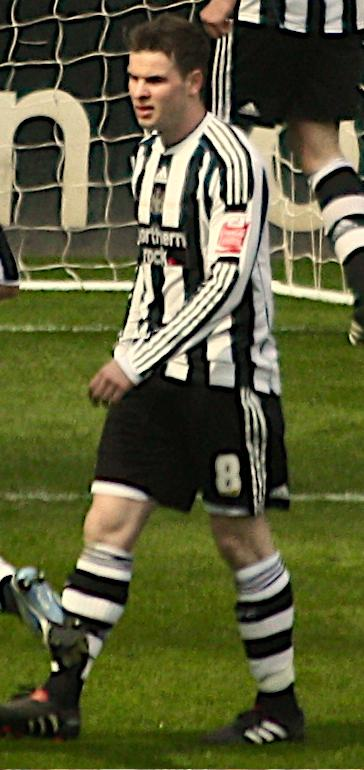
Danny Guthrie

Danny Sean Guthrie (Shrewsbury, 18 april 1987) is een voormalig Engelse voetballer die speelt bij Blackburn Rovers in de Championship.
Guthrie groeide op in Shrewsbury, ging naar de Thomas Telford School en ging vanaf 11 jaar al voetballen bij Manchester United. Guthrie verhuist als hij 16 is en gaat spelen voor  Liverpool F.C.
Hij maakt zijn debuut in 2006 bij een vriendschappelijk uitduel tegen Wrexham AFC als linkermiddenvelder. In november 2006 maakt hij als invaller zijn debuut in de Premier League tegen Portsmouth F.C. Al snel volgt zijn debuut in de UEFA Champions League tegen Galatasaray SK.
Maart 2007 wordt hij verhuurd aan Southampton F.C. Daarna wordt hij verhuurd aan Bolton Wanderers F.C., met als coach Sammy Lee tot oktober en daarna Gary Megson. Hij staat in de basis tegen Bayern München in de Allianz Arena voor de UEFA Cup (2-2). Guthrie speelt dit seizoen 25 competitieduels, moet dan terug naar FC Liverpool en wordt verkocht aan Newcastle United. Juli 2008 tekent hij een miljoenencontract voor vier jaar.

## Erelijst
Newcastle United
- Football League Championship

2010